# Rhimdath
El Rhimdath es un río fantástico situado en la región de Rhovanion, una de las localizaciones geográficas de la Tierra Media creada por J. R. R. Tolkien.
Es el primer afluente de importancia del Anduin desde su nacimiento. Nace en las Montañas Nubladas y desciende hacia el sudeste para desembocar en el Río Grande al norte de “La Carroca”. En los mapas de El Señor de los Anillos y en el de los Cuentos inconclusos figura el río pero sin nombre, pero Tolkien le puso nombre en el mapa de las Tierras Ásperas de uno de sus ejemplares (publicados) de El hobbit. La razón por la cual lo descartó, posteriormente como nombre de río al publicar los otros mapas la desconocemos, pero “(...)_Rhimdath_ viene también en Etim., bajo la base RIP- 'precipitarse, volar, arrojarse', con el derivado noldorin _rhib-_, _rhimp_, _rhimmo_ 'fluir como un torrente'...”
Sobre el significado del nombre, “_Rhibdath_, _Rhimdath_ se traduce en Etim. como 'Impetuoso', pero más reveladora es la traducción original en inglés, 'Rushdown'. Al parecer, el elemento _-dath_ se corresponde con down. Esto apunta a la base DAT...” “(...)y de la que efectivamente deriva la palabra _dath_ < *_dattâ_ 'agujero, pozo', pero más que dicho sustantivo aquí parece que estamos ante un elemento adverbial relacionado con el significado primario de la raíz, 'caerse' (fall down). Así pues, una traducción literal sería 'el que cae impetuosamente'.
- Datos: Q9068714